# Zdoňov
Zdoňov (niem. Merkelsdorf) – przygraniczna wieś w Czechach, w kraju hradeckim w gminie Teplice nad Metují w powiecie Náchod.
Jest to typowa górska wioska łańcuchowa, położona u zachodniego podnóża Mieroszowskich Ścian (czes. Mirošowské stěny) na wschód od Adršpachu. Lokacja wsi miała miejsce w XIII w. We wsi znajduje się kościół i kilka przydrożnych kamiennych krzyży nazywanych potocznie, lecz najczęściej błędnie, krzyżami pokutnymi lub pojednania oraz przydrożnych kapliczek. Zachowały się ciekawe zabudowania gospodarcze. Na północ od wsi przy drodze do Mieroszowa położone było przejście graniczne na szlaku turystycznym Zdoňov-Łączna.